# خشب أصفر
خشب أصفر أو خِطْر صباغي أو ورجلية (الاسم العلمي: Cladrastis kentukea) شجرة من الفصيلة القرنية موطنها جنوب شرق الولايات المتحدة الأمريكية أزهارها في نورات سنبلية بيضاء عطرة، ويستخرج من الخشب صبغ أصفر. أخشابها صفر فاخرة الصنف تستعمل في الصناعات الدقيقة. ثمارها قرنية بذورها مأكولة. جذورها طبية تنقع المعدة وتضي على الزحار